# 小林平八郎

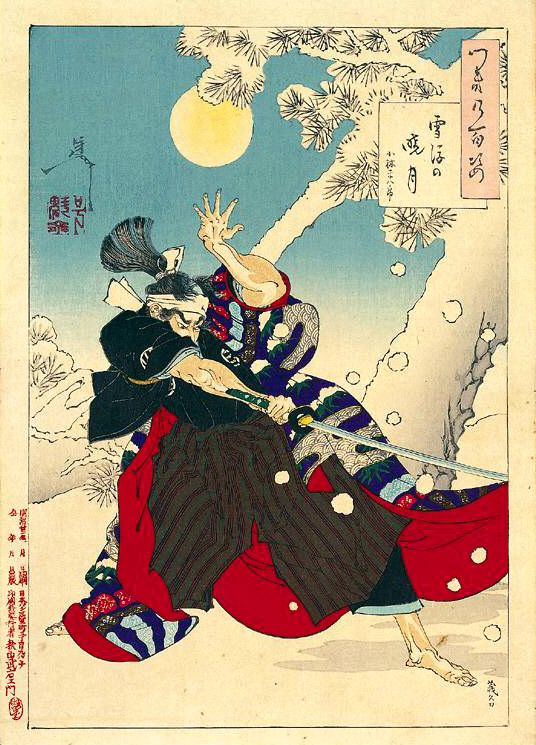
『月百姿　小林平八郎』（月岡芳年画）

小林 平八郎（こばやし へいはちろう、? - 元禄15年12月15日（1703年1月31日））は、江戸時代前期の武士。高家吉良家家老。「平八郎」は通称であり、諱（実名）は央通（こばやし ひさみち）である。

## 生涯
伝承では元は米沢藩上杉家の家臣であり、上杉家から吉良義央（上野介）に嫁いだ富子（梅嶺院）もしくは義央に養子入りした吉良義周の付き人として吉良家家臣になったとされる。しかし『上杉家分限帳』に名は見当たらないため、はじめから吉良家家臣だったと考えられる。吉良家では最上の150石取りで、名の央通の「央」の字も主君・吉良義央から与えられたものとみられる。
元禄15年（1703年）、吉良義央に遺恨ありと主張する大石良雄ら元赤穂藩の浪人（赤穂浪士）による吉良邸討ち入りに巻き込まれ討ち死にした（元禄赤穂事件）。この赤穂事件を題材にした『忠臣蔵』などの創作物では、女装をして打ちかけをかむり、朱鞘の大刀を提げて馳せつけたとして、二刀流の達人になっている。このように吉良側で最も活躍した剣客として描かれることが多いが謎も多い。
また、赤穂方の落合与左衛門（瑤泉院付き用人）の書といわれる『江赤見聞記』には「小林平八は、槍を引っさげて激しく戦い、上野介をよく守ったが、大勢の赤穂浪士と戦ってついに討ち取られた」となっている
一方、『大河原文書』によれば、平八郎は逃げようとしたところを赤穂浪士達に捕らえられ、「上野介（義央）はどこか？」と聞かれたのに対して、「下々の者なので知らない」と答えるも、「下々が絹の衣服を着ているはずがない」と言われ、首を落とされたとしている。
ただしこの資料は、上杉家の江戸詰め家臣（家老・色部氏配下）・大熊弥一右衛門が国元（鮎貝城代・下条氏配下）の大河原忠左衛門に宛てた手紙を編纂したものであるため、山吉盛侍など上杉家家臣の働きのみを評価し、それと相対させて吉良家家臣を貶める傾向があると指摘する研究家もおり、これも本当かどうかは不明。 
墓所は、吉良家の菩提寺である東京都新宿区牛込の万昌院（法名・即翁元心居士）や東京都豊島区巣鴨の慈眼寺（法名・通玄院恵澄正脱玉円日融信士）にある。没年齢は墓によってまちまちでありはっきりとしない。

## 遺品
- 山田宗徧筆書簡 - 茶匠・山田宗徧と央通との書簡集。控えが宗徧流山田家に残る[4]。
- 茶器名物「山桜」 - 央通が宗徧に贈った茶入。家宝として継承され、現在は十一世宗徧が所持。前大僧正行尊「もろともに　あはれと思へ　山桜　花より外（ほか）に　知る人もなし」などに因む。

## 子孫
- 娘がいたとされ、その娘が後に鏡師中島伊勢へ嫁ぎ、その子が葛飾北斎という伝承[5]があり[6]、北斎は平八郎の曾孫にあたる。直参（御用鏡師）中島家の拝領屋敷は、旧吉良邸の敷地内にあった[7]。
- 東京大学文学博士の[8]の大久保純一は、北斎自身がそのように述べている事や、北斎門人の露木孔彰、同時代人の石塚豊介子、北斎子孫の加瀬崎十郎・昶次郎（きじゅうろう、ちょうじろう。御家人・支配勘定）らの証言や記録、墓の刻印などから、葛飾北斎が小林央通の曾孫である信憑性は高いとしている[9]。

## 題材とした美術
- 錦絵『月百姿』（月岡芳年、明治18年‐明治25年）より第八十九「雪後の暁月」小林央通[10]（画像参照）
  - 浮世絵や武者肉筆画などでは女性の打ち掛けを纏い、赤い長刀や女持ちの懐剣で奮戦する女装の姿が描かれる作品が複数ある。

## 演じた俳優
- 赤穂浪士　(1964/NHK大河ドラマ) 芦田伸介
- 大忠臣蔵　(1971/テレビ朝日) 芦田伸介
- 編笠十兵衛 (1974/フジテレビ)　露口茂
- 元禄太平記　(1975/NHK大河ドラマ) 辻萬長
- 赤穂浪士 (1979/テレビ朝日)　川津祐介
- 峠の群像 (1982/NHK大河ドラマ) 寺田農
- 大忠臣蔵（1989/テレビ東京）宅麻伸
- 忠臣蔵（1996/フジテレビ）誠直也
- 元禄繚乱　(1999/NHK大河ドラマ) 誠直也
- 忠臣蔵　(2004/テレビ朝日) 春田純一
- 忠臣蔵 音無しの剣 (2008/テレビ朝日) 松重豊
- 忠臣蔵〜その男、大石内蔵助 (2010/テレビ朝日) 春田純一
- 赤穂城断絶 (1978/東映) 渡瀬恒彦
- 忠臣蔵 花の巻・雪の巻（1962/東宝）中丸忠雄
- 四十七人の刺客 (1994/東宝) 石橋蓮司